# 戴维·普赖斯 (拳击运动员)
戴维·普赖斯（英語：David Price，1983年7月6日—），英国男子拳击运动员，2009年成为职业选手。他曾代表英国参加2008年夏季奥林匹克运动会拳击比赛，获得男子91公斤以上级铜牌。